# Dorota Monkiewicz
Dorota Monkiewicz (ur. 13 maja 1961 w Warszawie) – polska krytyczka sztuki i kuratorka. W latach 2011–2016 dyrektor Muzeum Współczesnego we Wrocławiu.

## Życiorys
Przez prawie dwie dekady była kustoszką sztuki współczesnej w Muzeum Narodowym w Warszawie, a także dwukrotną prezeską Sekcji Polskiej Association of Art Critics. W 1996 roku założyła Fundację Zbiorów Sztuki Współczesnej Muzeum Narodowego w Warszawie. W latach 2005–2007 była członkinią Rady Programowej Muzeum Sztuki Nowoczesnej. Jako badaczka specjalizuje się w sztuce feministycznej, krytycznej i konceptualnej.
Jako pierwsza dyrektorka Muzeum Współczesnego Wrocław, była współautorką jego Koncepcji Programowej razem z Piotrem Krajewskim. Była dyrektorką muzeum do 2016 roku, realizując jego misję badawczą i edukacyjną nastawioną na nowoczesną sztukę wrocławską.
Jest autorką ponad 100 publikacji dotyczących sztuki współczesnej. Za swoje działania została nagrodzona w 2017 roku Nagrodą Krytyki Artystycznej im. Jerzego Stajudy, przyznawaną przez Narodową Galerię Sztuki Zachęta.
W 2018 r. zasiadała w Kapitule Nagrody Sztuki im. Marii Anto i Elsy von Freytag-Loringhoven.
Pracowała do 2020 w Centrum Rzeźby Polskiej w Orońsku.

## Wystawy
- Na wolności w końcu. Sztuka polska po 1989 roku, 2000
- Ewa Partum. Samoidentyfikacja, 2006
- Zbigniew Libera. Prace 1982–2008, 2009
- Maks Cieślak. Sztuka to zakazanego owocu marmelada, 18.11.2011–16.01.2012
- Paweł Althamer. Polietylen. W ciemności, 15.02–15.04.2013
- Stanisław Dróżdż. Pomysły, 23.05–25.08.2014
- Dzikie pola. Historia awangardowego Wrocławia, 19.06–13.09.2015
- Marlena Kudlicka. Kontrola jakości i weryfikacja standardu. Rzeźba, 19.02–14.05.2016
- Konstruktywizm to problem, a nie estetyka. Zbigniew Geppert (1934–1982), 21.10.2016–02.01.2017